# نيو (شخصية)
نيو (بالإنجليزية: Neo) هو شخصية خيالية في سلسلة الماتريكس أدى دوره الممثل كيانو ريفز. ظهر أيضا في لعبة ذا ماتريكس: باث أوف نيو في سنة 2008. وضعته مجلة إمباير في المركز 16 ضمن قائمة «أعظم شخصيات الأفلام على الإطلاق». هو بطل القصة في ثلاثية الماتريكس ويعمل كمبرمج حاسوب يدعى توماس أندرسون ويجد نفسه مسؤولا عن إنقاذ البشر في حربهم ضد الآلات.